# Simard (Saône-et-Loire)
Simard település Franciaországban, Saône-et-Loire megyében. Lakosainak száma 1175 fő (2022. január 1.). Simard Devrouze, Vérissey, Thurey, Saint-Germain-du-Bois, Saint-Usuge és Juif községekkel határos.

## Népesség
A település népessége az elmúlt években az alábbi módon változott:
| Lakosok száma | 1217 | 1238 | 1237 | 1208 | 1189 | 1188 | 1184 | 1177 | 1175 |
|               | 2013 | 2015 | 2016 | 2017 | 2018 | 2019 | 2020 | 2021 | 2022 |